# Linda Pétursdóttir
Linda Pétursdóttir (ur. 27 grudnia 1969 w Húsavík) – Miss World z roku 1988. Pochodzi z Islandii, ma córkę o imieniu Isabella. W 2015 roku była gościnnym jurorem w finałowym konkursie piękności Miss World 2015.